# Siento y miento
Siento y miento es una historieta de Chile cuya publicación comenzó en el año 2010. El autor es Alfredo Rodríguez.

## Historia
Un 1 de julio de 2010, Alfredo Rodríguez, en ese momento un chileno como todos, creó una serie digital titulada como Siento y miento, una serie que trataba sobre la vida de su autor, como una autobiografía, pero, en vez de ser en un libro, fue en cómic.
Las primeras historias de Siento y miento eran publicadas en los dominios blogspot, y eran dibujadas a mano por el autor. Desde la tira nº 9 publicada en el blog, Alfredo se cambió a los dominios B-Side, y cambiando su dibujo, en vez de hacerlo a mano, era hecho con el programa de computadora, Adobe Illustrator. Las tiras mostraban a Alfredo en situaciones diarias de la vida, tal y como ir a comprar, en el baño tratando de que la ducha esté caliente, y la más común, que es la de quedarse hasta la noche perfeccionando sus tiras.
Siento y miento destaca también por colaborar con otros autores de Chile: que ellos le hagan un comic-tributo, o al revés, que Alfredo les haga uno.
Desde la tira nº 27, Alfredo ya no ocupa dominios, deja atrás a Blogger y a B-Side para abrirse paso con el dominio normal de Chile, el.cl.
El 14 de marzo de 2011, Alfredo da por terminado de hacer tiras de la primera temporada y se despide con una minisaga especial para terminar esa temporada. El día siguiente, Alfredo entrega otra tira, pero en la categoría 2a Temporada. Luego el 23 de marzo, le pone un header a su página con el eslogan No son chistes.
El miércoles 30 de marzo de 2011, Alfredo empieza a publicar noticias de su serie con el título de The Bar Bon Times, haciendo alusión al The New York Times y al apodo de su personaje: El Barbón. Ese día, explica que está tratando con la editorial Arcano IV para que publiquen un libro recopilatorio con la primera temporada.
En su web luego informa que va a pasar por el 5º Encuentro de Ilustración y Emprendimiento, firmando y vendiendo libros, y haciendo charlas.
El 3 de junio de 2011 es publicado el 1.er libro por la editorial Arcano IV y el 28 de septiembre de 2011, su reedición.
El primer libro destaca por tener colaboraciones tales como: Alan Robinson, Daniel Rodríguez, entre otros.
En Valparaíso se celebra la Con-Comic el 29,30 y 31 de octubre, y Alfredo asiste los 3 días, firmando, vendiendo el primer y segundo libro (El segundo en exclusiva) y en una charla. Y finalmente el 4 de noviembre de 2011 es sacado a la venta el segundo libro, otra vez por Arcano IV cubriendo las tiras de la segunda temporada.
Alfredo promocionando sus libros, se presenta a la 1.ª Feria Internacional del Cómic, Santiago 2011, con miniregalitos y los libros, de nuevo firmando y en charlas.
Desde el 17 de octubre de 2011, publica Siento y Miento en su tercera temporada.

## Personajes
- Alfredo: Personaje principal de la serie, se queda hasta la noche perfeccionando sus tiras para entregarlas. Está casado con la Clau, y tiene dos hijas; la Sofía y la Anto. Siempre esta en el baño luchando con el agua, para que salga caliente y además habla con su reflejo en el espejo.

- Claudia 'Clau': Otro personaje principal, casada con Alfredo. Tiene 2 hijas la Anto y la Sofía. En las primeras tiras aparece embarazada de la Anto, y en la tira 23 tiene a la Anto.Obsesionada con que el Alfredo cuelgue la toalla.

- Sofía 'Sofi': Hija de Alfredo y Clau, y hermana de la Anto. Siempre peleando con la Anto, o tomando las cosas de su padre o llorando cuando su mamá se va.

- Antonia 'Anto': Aparece en la tira 23 y 24 en el hospital, cuando nace. De las tiras 25 hacia adelante, aparece ya en la casa de la Clau y el Alfredo. Le encanta jugar con todo, y al igual que la Sofía, siempre que su mamá se va llora.

- Alfredo Rodríguez: El Alfredo real, que aparece por el momento solo en la minisaga de final de temporada de Siento y Miento 1. Él es el creador del Alfredo que ves en las tiras.